# Diamesa tsukuba
Diamesa tsukuba är en tvåvingeart som beskrevs av Sasa 1979. Diamesa tsukuba ingår i släktet Diamesa och familjen fjädermyggor. Inga underarter finns listade i Catalogue of Life.